# Universidade do Vale do Paraíba

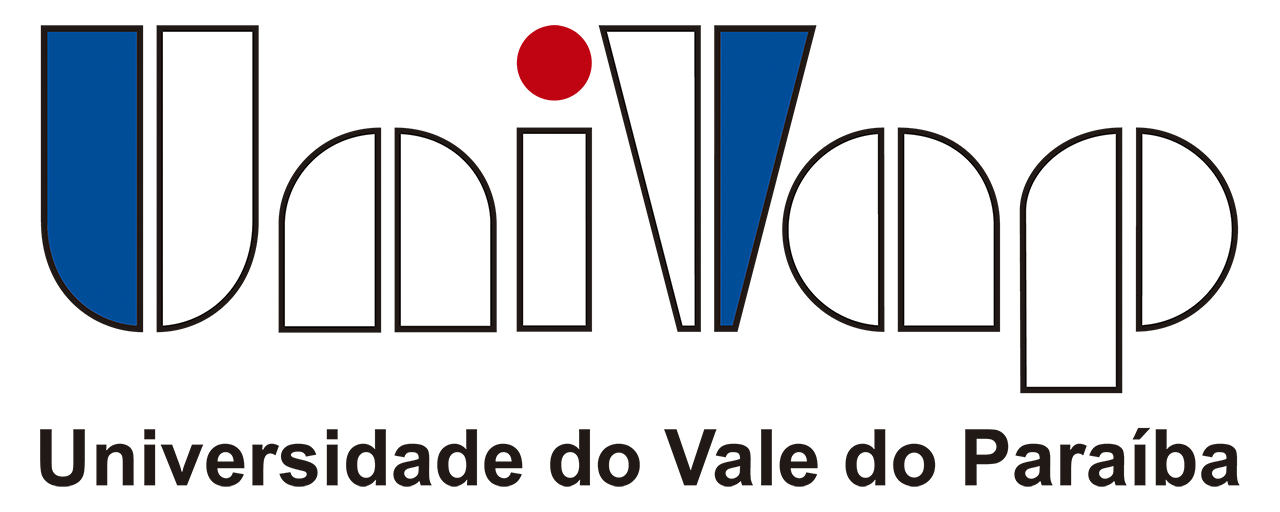
Emblema da Universidade do Vale do Paraíba

A Universidade do Vale do Paraíba (UNIVAP) é uma instituição de ensino superior privada brasileira, com Campus em São José dos Campos. 
A Univap é mantida pela Fundação Valeparaibana de Ensino (FVE), uma entidade jurídica de direito privado, de carácter filantrópico, sem fins lucrativos que mantém, além da universidade, os Colégios Univap que oferecem cursos de educação básica do fundamental ao médio, além do curso médio concomitante com técnico e curso Técnico e o Parque Tecnológico que abriga cerca de 40 empresas de tecnologia além uma incubadora.
A Univap oferece cerca de 40 cursos de graduação, distribuídos por 5 faculdades, a de Direito (FD), Ciências Sociais Aplicadas e Comunicação (FCSAC), de Ciências da Saúde (FCS), de Educação e Artes (FEA) e a Faculdade de Engenharias, Arquitetura e Urbanismo (FEAU), além de diversos cursos no programa de pós graduação Lato Sensu e cursos no programa Stricto Sensu, sendo cursos de mestrado profissional, acadêmico e cursos de doutorado. Professor Doutor Milton Beltrame Jr. é o reitor da instituição. A instituição foi reconhecida pelo Ministério da Educação pela portaria nº510 de 1º de abril de 1992. O local possui um auditório, o Teatro Univap, com capacidade para 503 pessoas.

## História

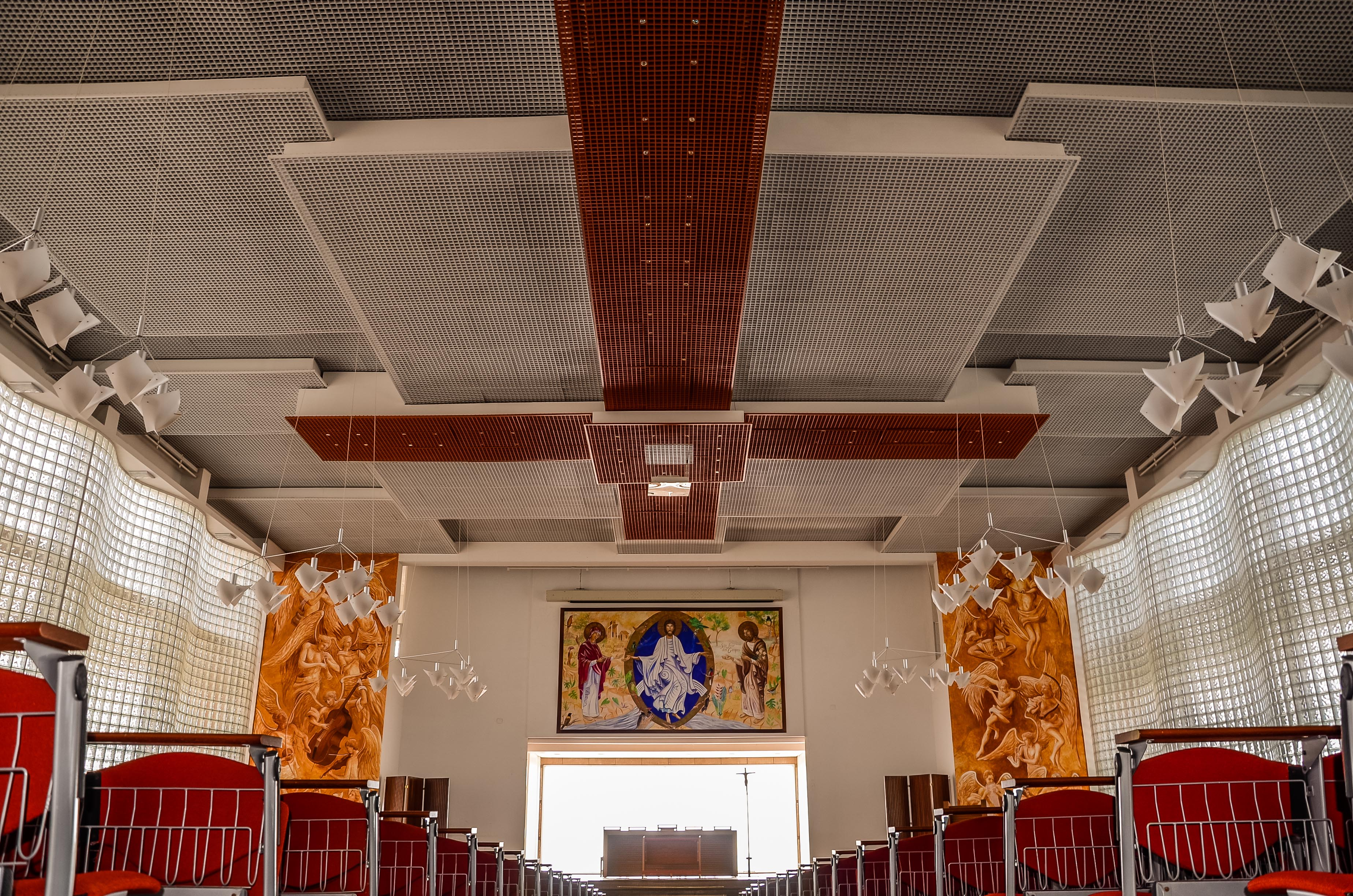
Capela Ecumênica no Campus Urbanova da Univap

Sua história teve início em 2 de janeiro de 1954, após a assinatura do Decreto Presidencial nº. 34.889 que permitiu o início das atividades da Faculdade de Direito do Vale do Paraíba, cujas instalações para funcionamento foram cedidas pelos membros da Sociedade Civil Mantenedora da Escola de Comércio de São José dos Campos.
Em novembro de 1959, foi criado o Instituto Valeparaibano de Ensino (IVE). Foram  criadas as faculdades: Faculdade de Ciências Econômicas e Administrativas do Vale do Paraíba (1961); Faculdade de Filosofia, Ciências e Letras (1966); Faculdade de Engenharia de São José dos Campos (1967); Faculdade de Arquitetura e Urbanismo (1969); Faculdade de Serviço Social (1969). 
Em dezembro de 1981, o Conselho Federal da Educação (CFE) aprovou a criação das Faculdades Integradas de São José dos Campos, sendo constituídas pelas unidades denominadas Faculdade de Ciências Humanas (com os cursos de Ciências Sociais, História, Letras e Pedagogia), Faculdade de Ciências Sociais e Aplicadas (com os cursos de Direito, Ciências Econômicas e Serviço Social) e Faculdade de Ciências Exatas e Tecnologia (com os cursos de Engenharia Civil, Engenharia Elétrica e Arquitetura e Urbanismo).
Em junho de 1996, o Conselho Universitário criou um novo Instituto dentro da Univap, o seu quinto Instituto, o Instituto de Pesquisa e Desenvolvimento - IP&D, substituindo o Centro de Pesquisa, Desenvolvimento e Extensão. O Instituto conta com 22 Grupos de Pesquisas, constituídos por pesquisadores doutores em regime de tempo integral na Univap (Documentos Institucionais).
A instituição recebeu do Ministério da Educação (MEC) conceito 5, a nota máxima na avaliação entre as universidades do Brasil em 2009.

## Incubadora tecnológica
Criada em 1997, a Incubadora Univap foi a primeira a ser instalada em São José dos Campos/SP. Localizada dentro do Campus Urbanova da Univap, atualmente ocupa uma área construída de 600m2, possuindo 10 módulos para incubação, 04 módulos para pós-incubação, sala de reunião, sala administrativa, copa, almoxarifado e banheiros.
Ao longo dos anos, 29 empresas já se graduaram. Atualmente mais de 50% destas empresas continuam em atividade.

## Parque tecnológico

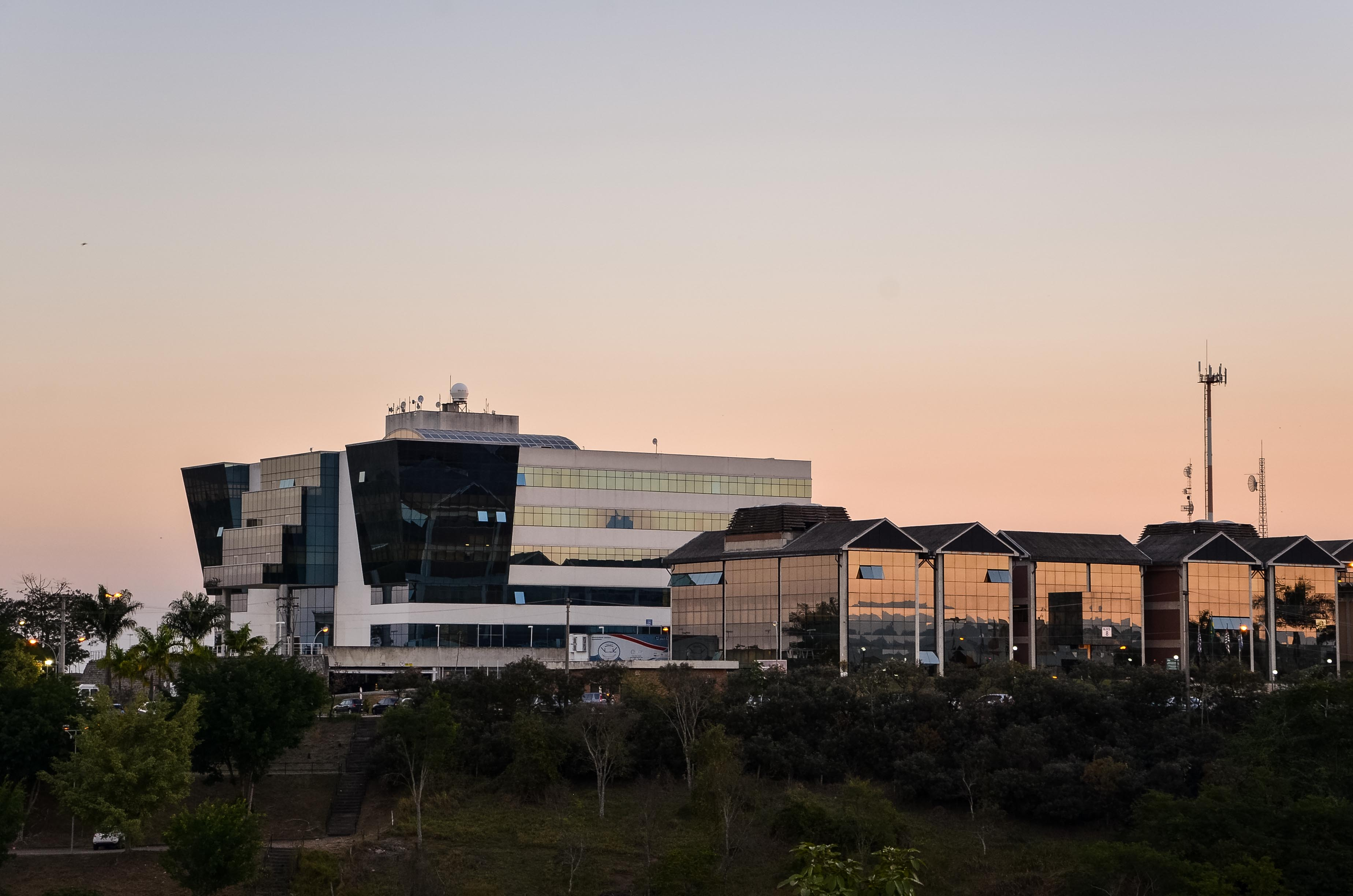
Parque Tecnológico Univap

Em 2005, a Fundação Valeparaibana de Ensino (FVE), fundação comunitária de direito público privado inaugurou o Parque Tecnológico Univap. O Parque Tecnológico Univap possui salas e laboratórios de pesquisa e desenvolvimento (P&D), e espaços empresariais para o desenvolvimento de negócios e projetos científicos e tecnológicos.
O Parque oferece às micro, pequenas e médias empresas espaços para instalações, infraestrutura e projetos de parceria para a consecução de suas atividades empresariais de pesquisa, desenvolvimento, engenharia e inovação. FAPESP
No Parque tecnológico estão instalados cinco Centros de Desenvolvimento Tecnológico (CDT) nas áreas Desenvolvimento e Consultoria de Software; Tecnologia da Informação; Engenharia Aeronáutica e Aeroespacial, Automoção e Mecânica; Sistemas de Treinamento presencial e a distância; Engenharia Elétrica/Eletrônica; Sensores para Satélites; Engenharia Consultiva; Diagnóstico Clínico; Engenharia para os segmentos farmacêuticos; e, Engenharia Biomédica.

## Instituto de Pesquisa e Desenvolvimento

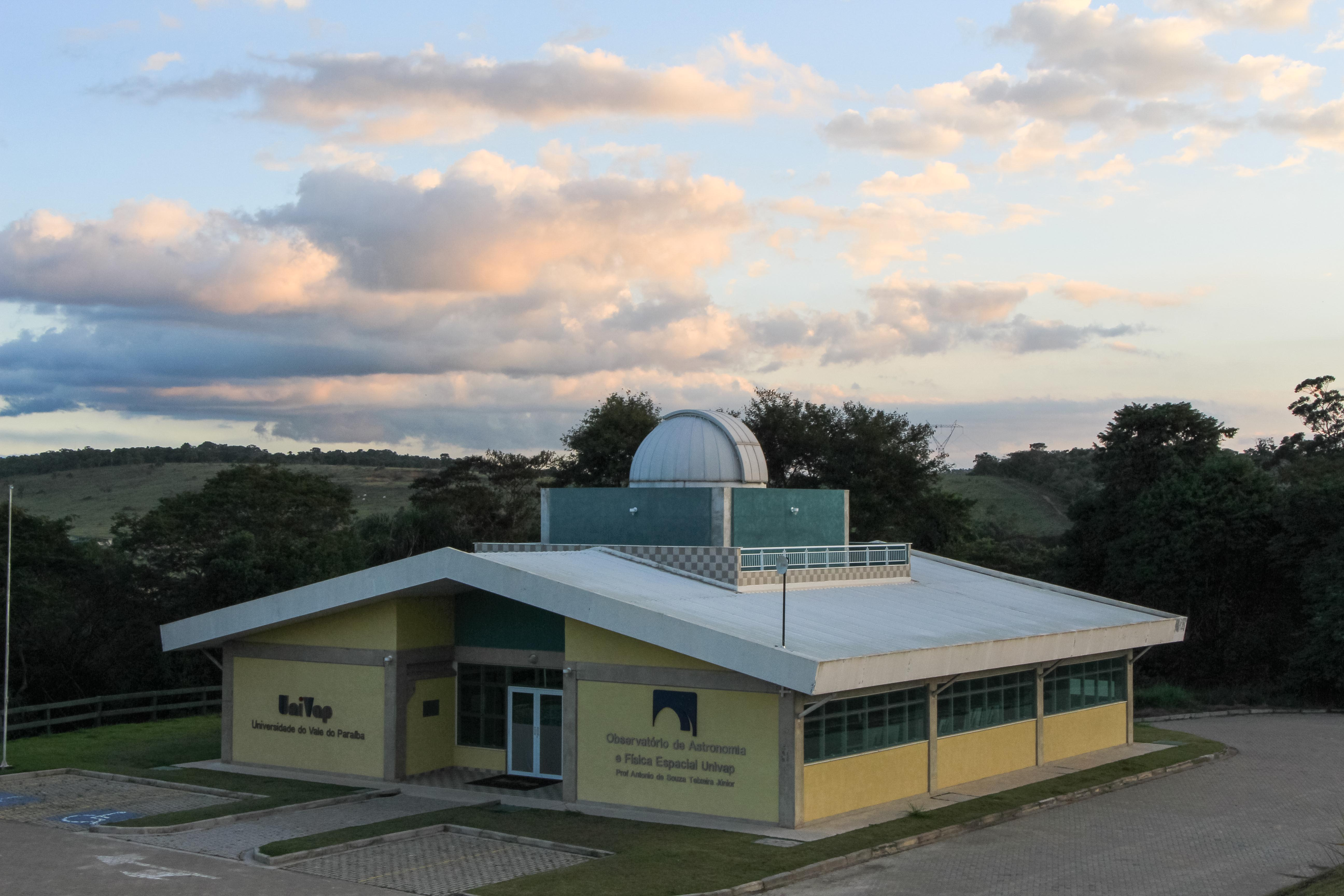
Observatório da Univap

O IP&D (Instituo de Pesquisa e Desenvolvimento) é o órgão da UNIVAP encarregado de executar programas e projetos de pesquisa e desenvolvimento, bem como de ensino de Pós-Graduação “Stricto Sensu” de caráter institucional. O IP&D fornece assessoria técnica científica a organismos públicos e privados e presta serviços à comunidade.
O IP&D conta com uma Infraestrutura física de aproximadamente 9.800,00 m2, onde constam o Biotério e a Central de laboratórios Multiusuário. Os pesquisadores e alunos utilizam a infraestrutura acadêmica, com laboratórios, sistema de bibliotecas e informação, além da infraestrutura administrativa para o desenvolvimento de pesquisas, salas individuais de trabalho com estação de trabalho e microcomputador ligado às redes interna e externa.